# 胜利墓群
胜利墓群，位于中国吉林省靖宇县花园口镇榆树川胜利村南，可能为高句丽晚期的封土石室墓。2007年5月31日,列入第六批省级文物保护单位，该文物保护单位由靖宇县文管所管理。